# 圣叙尔皮斯 (洛特省)
圣叙尔皮斯（法語：Saint-Sulpice，法語發音：[sɛ̃ sylpis] ⓘ）是法国洛特省的一个市镇，位于该省东部，属于菲雅克区。

## 地理
圣叙尔皮斯（44°34'10"N, 1°47'27"E）面积13.19 平方千米，位于法国奧克西塔尼大區洛特省，该省份为法国西南部内陆省份，北起顺时针与科雷兹省、康塔爾省、阿韦龙省、塔恩-加龙省、洛特-加龍省和多尔多涅省接壤。
与圣叙尔皮斯接壤的市镇（或旧市镇、城区）包括：布朗格、埃斯佩达亚克、塞莱河畔马西亚克、圣舍尔。

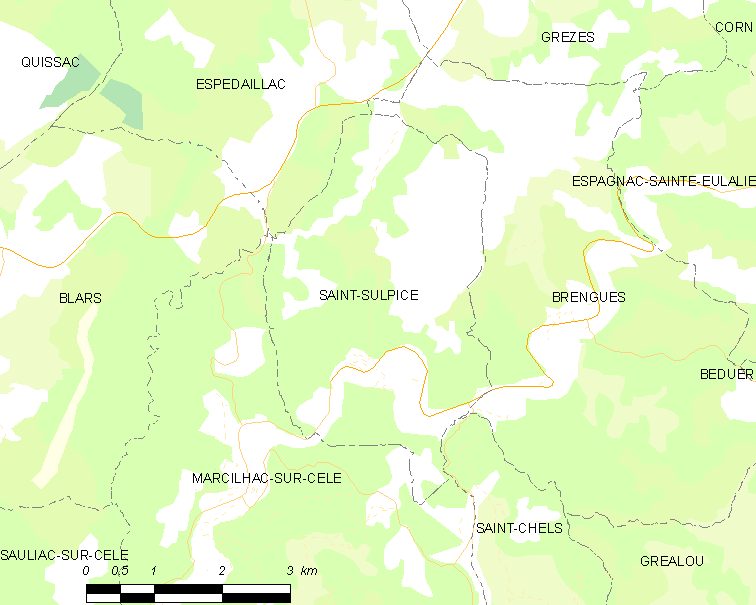
的OSM定位图

圣叙尔皮斯的时区为UTC+01:00、UTC+02:00（夏令时）。

## 行政
圣叙尔皮斯的邮政编码为46160，INSEE市镇编码为46294。

## 政治
圣叙尔皮斯所属的省级选区为科斯与谷地县。

## 人口

1962-2008年间人口变化图示

圣叙尔皮斯于2022年1月1日时的人口数量为134人。